# Wereldkampioenschap handbal mannen 2021
Het 27ste wereldkampioenschap handbal voor mannen vond plaats in Egypte in januari 2021. Dit was het eerste toernooi waaraan 32 in plaats van 24 landen hebben deelgenomen.

## Gekwalificeerde teams
| Competitie                                                      | Data               | Aantal plaatsen | Gekwalificeerde landen                                                                         |
| --------------------------------------------------------------- | ------------------ | --------------- | ---------------------------------------------------------------------------------------------- |
| Gastland                                                        | 6 november 2015    | 1               | Egypte                                                                                         |
| Wereldkampioen                                                  | 10–27 januari 2019 | 1               | Denemarken                                                                                     |
| Europees kampioenschap handbal mannen 2020                      | 9–26 januari 2020  | 3               | Kroatië Noorwegen Spanje                                                                       |
| Afrikaans kampioenschap handbal 2020                            | 15–25 januari 2020 | 6               | Algerije Angola Congo-Kinshasa Kaapverdië Marokko Tunesië                                      |
| Aziatisch kampioenschap handbal 2020                            | 16–26 januari 2020 | 4               | Bahrein Japan Qatar Zuid-Korea                                                                 |
| Europese Kwalificatie 2020                                      | geannuleerd        | 10              | Duitsland Frankrijk Hongarije IJsland Oostenrijk Portugal Slovenië Tsjechië Wit-Rusland Zweden |
| Zuid en Centralamericana kampioenschap handbal 2020             | 21–25 januari 2020 | 3               | Argentinië Brazilië Uruguay                                                                    |
| Zuid en Centralmericana lasstste kans Kwalificatietoernooi 2020 | geannuleerd        | 1               | Chili                                                                                          |
| (EHF) Europe                                                    | 12 januari 2021    | 1               | Zwitserland Noord-Macedonië                                                                    |
| Wildcard                                                        | 9 juli 2020        | 1 + 1           | Polen Russische Handbalfederatie                                                               |

1. ↑  Op 12 januari maakte de IHF bekend dat de Verenigde Staten zich uit het toernooi had teruggetrokken, vanwege het grote aantal spelers besmet met het coronavirus, en werd vervangen door Zwitserland.[3]
2. ↑  Op 12 januari maakte de IHF bekend dat Tsjechië zich uit het toernooi had teruggetrokken, vanwege het grote aantal spelers besmet met het coronavirus, en werd vervangen door Noord-Macedonië.[4]

## Speelsteden
| Zes Oktober                                                  | Borg el Arab                     |
| ------------------------------------------------------------ | -------------------------------- |
| Sporthal van Zes Oktober                                     | Sporthal van Borg el Arab        |
| Capaciteit: 13.500                                           | Capaciteit: 15.000               |
|                                                              |                                  |
| · Zes Oktober Borg el Arab Caïro Nieuwe hoofdstad van Egypte |                                  |
| Caïro                                                        | Nieuwe hoofdstad van Egypte      |
| Sporthal van het Caïrostadion                                | Sporthal van de nieuwe hoofdstad |
| Capaciteit: 14.800                                           | Capaciteit: 6.500                |
|                                                              |                                  |

## Groepsfase

### Groep A
| Pos | Team       | Wed | W | G | V | Ptn | DV  | DT | +/− | Kwalificatie   |
| --- | ---------- | --- | - | - | - | --- | --- | -- | --- | -------------- |
| 1   | Hongarije  | 3   | 3 | 0 | 0 | 6   | 107 | 73 | +34 | Hoofdronde     |
| 2   | Duitsland  | 3   | 2 | 0 | 1 | 4   | 81  | 43 | +38 | Hoofdronde     |
| 3   | Uruguay    | 3   | 1 | 0 | 2 | 2   | 42  | 87 | −45 | Hoofdronde     |
| 4   | Kaapverdië | 3   | 0 | 0 | 3 | 0   | 27  | 54 | −27 | Presidents Cup |

| 15 januari 2021 19:00 | Duitsland   | 43–14   | Uruguay      | Dr. Hassan Moustafa Sporthal, Zes Oktober Scheidsrechters: Grillo, Lenci (ARG) |
| 15 januari 2021 19:00 | Kastening 9 | (16–4)  | Morandeira 4 | Dr. Hassan Moustafa Sporthal, Zes Oktober Scheidsrechters: Grillo, Lenci (ARG) |
| 15 januari 2021 19:00 | 4×          | Verslag | 1× 2×        | Dr. Hassan Moustafa Sporthal, Zes Oktober Scheidsrechters: Grillo, Lenci (ARG) |

| 15 januari 2021 21:30 | Hongarije | 34–27   | Kaapverdië | Dr. Hassan Moustafa Sporthal, Zes Oktober Scheidsrechters: Emam, Hedaia (EGY) |
| 15 januari 2021 21:30 | Ancsin 7  | (19–14) | Semedo 6   | Dr. Hassan Moustafa Sporthal, Zes Oktober Scheidsrechters: Emam, Hedaia (EGY) |
| 15 januari 2021 21:30 | 1× 6× 1×  | Verslag | 1× 4×      | Dr. Hassan Moustafa Sporthal, Zes Oktober Scheidsrechters: Emam, Hedaia (EGY) |

| 17 januari 2021 | Kaapverdië | 0–10 | Duitsland |  |
| 17 januari 2021 |            |      |           |  |
| 17 januari 2021 |            |      |           |  |

| 17 januari 2021 21:30 | Hongarije | 44–18   | Uruguay      | Dr. Hassan Moustafa Sporthal, Zes Oktober Scheidsrechters: Kolahdouzan, Mousaviannazhad (IRI) |
| 17 januari 2021 21:30 | Máthé 8   | (16–8)  | Morandeira 4 | Dr. Hassan Moustafa Sporthal, Zes Oktober Scheidsrechters: Kolahdouzan, Mousaviannazhad (IRI) |
| 17 januari 2021 21:30 | 2× 3×     | Verslag | 2×           | Dr. Hassan Moustafa Sporthal, Zes Oktober Scheidsrechters: Kolahdouzan, Mousaviannazhad (IRI) |

| 19 januari 2021 | Uruguay | 10–0 | Kaapverdië |  |
| 19 januari 2021 |         |      |            |  |
| 19 januari 2021 |         |      |            |  |

| 19 januari 2021 21:30 | Duitsland  | 28–29   | Hongarije        | Dr. Hassan Moustafa Sporthal, Zes Oktober Scheidsrechters: Gubica, Milošević (CRO) |
| 19 januari 2021 21:30 | Schiller 7 | (14–15) | Bánhidi, Máthé 8 | Dr. Hassan Moustafa Sporthal, Zes Oktober Scheidsrechters: Gubica, Milošević (CRO) |
| 19 januari 2021 21:30 | 7×         | Verslag | 1× 7×            | Dr. Hassan Moustafa Sporthal, Zes Oktober Scheidsrechters: Gubica, Milošević (CRO) |

### Groep B
| Pos | Team     | Wed | W | G | V | Ptn | DV | DT | +/− | Kwalificatie   |
| --- | -------- | --- | - | - | - | --- | -- | -- | --- | -------------- |
| 1   | Spanje   | 3   | 2 | 1 | 0 | 5   | 92 | 85 | +7  | Hoofdronde     |
| 2   | Polen    | 3   | 2 | 0 | 1 | 4   | 89 | 78 | +11 | Hoofdronde     |
| 3   | Brazilië | 3   | 0 | 2 | 1 | 2   | 84 | 94 | −10 | Hoofdronde     |
| 4   | Tunesië  | 3   | 0 | 1 | 2 | 1   | 90 | 98 | −8  | Presidents Cup |

| 15 januari 2021 19:00 | Spanje         | 29–29   | Brazilië                   | New Capital Sporthal, Nieuwe hoofdstad van Egypte Scheidsrechters: Pavićević, Ražnatović (MNE) |
| 15 januari 2021 19:00 | drie spelers 4 | (16–13) | Langaro, Moraes Ferreira 6 | New Capital Sporthal, Nieuwe hoofdstad van Egypte Scheidsrechters: Pavićević, Ražnatović (MNE) |
| 15 januari 2021 19:00 | 4×             | Verslag | 1× 6×                      | New Capital Sporthal, Nieuwe hoofdstad van Egypte Scheidsrechters: Pavićević, Ražnatović (MNE) |

| 15 januari 2021 21:30 | Tunesië | 28–30   | Polen     | New Capital Sporthal, Nieuwe hoofdstad van Egypte Scheidsrechters: Nachevski, Nikolov (MKD) |
| 15 januari 2021 21:30 | Sanaï 9 | (17–17) | Moryto 11 | New Capital Sporthal, Nieuwe hoofdstad van Egypte Scheidsrechters: Nachevski, Nikolov (MKD) |
| 15 januari 2021 21:30 | 2× 5×   | Verslag | 2× 6×     | New Capital Sporthal, Nieuwe hoofdstad van Egypte Scheidsrechters: Nachevski, Nikolov (MKD) |

| 17 januari 2021 19:00 | Tunesië   | 32–32   | Brazilië             | New Capital Sporthal, Nieuwe hoofdstad van Egypte Scheidsrechters: Hansen, Madsen (DEN) |
| 17 januari 2021 19:00 | Darmoul 9 | (20–16) | Hackbarth, Langaro 6 | New Capital Sporthal, Nieuwe hoofdstad van Egypte Scheidsrechters: Hansen, Madsen (DEN) |
| 17 januari 2021 19:00 | 2× 6×     | Verslag | 4×                   | New Capital Sporthal, Nieuwe hoofdstad van Egypte Scheidsrechters: Hansen, Madsen (DEN) |

| 17 januari 2021 21:30 | Polen   | 26–27   | Spanje         | New Capital Sporthal, Nieuwe hoofdstad van Egypte Scheidsrechters: Horáček, Novotný (CZE) |
| 17 januari 2021 21:30 | Sićko 6 | (11–14) | drie spelers 5 | New Capital Sporthal, Nieuwe hoofdstad van Egypte Scheidsrechters: Horáček, Novotný (CZE) |
| 17 januari 2021 21:30 | 1× 6×   | Verslag | 1× 2×          | New Capital Sporthal, Nieuwe hoofdstad van Egypte Scheidsrechters: Horáček, Novotný (CZE) |

| 19 januari 2021 19:00 | Spanje             | 36–30   | Tunesië   | New Capital Sporthal, Nieuwe hoofdstad van Egypte Scheidsrechters: Hansen, Madsen (DEN) |
| 19 januari 2021 19:00 | Fernández Pérez 10 | (17–14) | Darmoul 8 | New Capital Sporthal, Nieuwe hoofdstad van Egypte Scheidsrechters: Hansen, Madsen (DEN) |
| 19 januari 2021 19:00 | 5×                 | Verslag | 1× 3×     | New Capital Sporthal, Nieuwe hoofdstad van Egypte Scheidsrechters: Hansen, Madsen (DEN) |

| 19 januari 2021 21:30 | Brazilië  | 23–33   | Polen           | New Capital Sporthal, Nieuwe hoofdstad van Egypte Scheidsrechters: Pavićević, Ražnatović (MNE) |
| 19 januari 2021 21:30 | Langaro 4 | (11–13) | Moryto, Sićko 6 | New Capital Sporthal, Nieuwe hoofdstad van Egypte Scheidsrechters: Pavićević, Ražnatović (MNE) |
| 19 januari 2021 21:30 | 1× 4×     | Verslag | 1× 4×           | New Capital Sporthal, Nieuwe hoofdstad van Egypte Scheidsrechters: Pavićević, Ražnatović (MNE) |

### Groep C
| Pos | Team    | Wed | W | G | V | Ptn | DV | DT | +/− | Kwalificatie   |
| --- | ------- | --- | - | - | - | --- | -- | -- | --- | -------------- |
| 1   | Kroatië | 3   | 2 | 1 | 0 | 5   | 83 | 73 | +10 | Hoofdronde     |
| 2   | Qatar   | 3   | 2 | 0 | 1 | 4   | 85 | 80 | +5  | Hoofdronde     |
| 3   | Japan   | 3   | 1 | 1 | 1 | 3   | 88 | 89 | −1  | Hoofdronde     |
| 4   | Angola  | 3   | 0 | 0 | 3 | 0   | 74 | 88 | −14 | Presidents Cup |

| 15 januari 2021 16:30 | Qatar    | 30–25   | Angola    | Borg El Arab Sporthal, Borg El Arab Scheidsrechters: Fonseca, Santos (POR) |
| 15 januari 2021 16:30 | Madadi 8 | (14–13) | Pestana 6 | Borg El Arab Sporthal, Borg El Arab Scheidsrechters: Fonseca, Santos (POR) |
| 15 januari 2021 16:30 | 1× 6×    | Verslag | 4×        | Borg El Arab Sporthal, Borg El Arab Scheidsrechters: Fonseca, Santos (POR) |

| 15 januari 2021 19:00 | Kroatië | 29–29   | Japan               | Borg El Arab Sporthal, Borg El Arab Scheidsrechters: Krichen, Makhlouf (TUN) |
| 15 januari 2021 19:00 | Marić 7 | (14–17) | Agarie, R. Tokuda 5 | Borg El Arab Sporthal, Borg El Arab Scheidsrechters: Krichen, Makhlouf (TUN) |
| 15 januari 2021 19:00 | 2× 3×   | Verslag | 2× 3×               | Borg El Arab Sporthal, Borg El Arab Scheidsrechters: Krichen, Makhlouf (TUN) |

| 17 januari 2021 16:30 | Qatar      | 31–29   | Japan | Borg El Arab Sporthal, Borg El Arab Scheidsrechters: Raluy, Sabroso (ESP) |
| 17 januari 2021 16:30 | Frankis 11 | (15–16) | Doi 7 | Borg El Arab Sporthal, Borg El Arab Scheidsrechters: Raluy, Sabroso (ESP) |
| 17 januari 2021 16:30 | 3×         | Verslag | 2× 3× | Borg El Arab Sporthal, Borg El Arab Scheidsrechters: Raluy, Sabroso (ESP) |

| 17 januari 2021 19:00 | Angola     | 20–28   | Kroatië | Borg El Arab Sporthal, Borg El Arab Scheidsrechters: Belkhiri, Hamidi (ALG) |
| 17 januari 2021 19:00 | Ferreira 4 | (11–12) | Čupić 6 | Borg El Arab Sporthal, Borg El Arab Scheidsrechters: Belkhiri, Hamidi (ALG) |
| 17 januari 2021 19:00 | 6× 2×      | Verslag | 3× 6×   | Borg El Arab Sporthal, Borg El Arab Scheidsrechters: Belkhiri, Hamidi (ALG) |

| 19 januari 2021 16:30 | Japan      | 30–29   | Angola | Borg El Arab Sporthal, Borg El Arab Scheidsrechters: Krichen, Makhlouf (TUN) |
| 19 januari 2021 16:30 | Watanabe 7 | (16–12) | Tati 6 | Borg El Arab Sporthal, Borg El Arab Scheidsrechters: Krichen, Makhlouf (TUN) |
| 19 januari 2021 16:30 | 1×         | Verslag | 5×     | Borg El Arab Sporthal, Borg El Arab Scheidsrechters: Krichen, Makhlouf (TUN) |

| 19 januari 2021 19:00 | Kroatië  | 26–24   | Qatar     | Borg El Arab Sporthal, Borg El Arab Scheidsrechters: Nachevski, Nikolov (MKD) |
| 19 januari 2021 19:00 | Štrlek 6 | (13–11) | Frankis 7 | Borg El Arab Sporthal, Borg El Arab Scheidsrechters: Nachevski, Nikolov (MKD) |
| 19 januari 2021 19:00 | 2× 4×    | Verslag | 1× 2×     | Borg El Arab Sporthal, Borg El Arab Scheidsrechters: Nachevski, Nikolov (MKD) |

### Groep D
| Pos | Team           | Wed | W | G | V | Ptn | DV  | DT  | +/− | Kwalificatie   |
| --- | -------------- | --- | - | - | - | --- | --- | --- | --- | -------------- |
| 1   | Denemarken     | 3   | 3 | 0 | 0 | 6   | 104 | 59  | +45 | Hoofdronde     |
| 2   | Argentinië     | 3   | 2 | 0 | 1 | 4   | 72  | 74  | −2  | Hoofdronde     |
| 3   | Bahrein        | 3   | 1 | 0 | 2 | 2   | 75  | 85  | −10 | Hoofdronde     |
| 4   | Congo-Kinshasa | 3   | 0 | 0 | 3 | 0   | 68  | 101 | −33 | Presidents Cup |

| 15 januari 2021 19:00 | Argentinië     | 28–22   | Congo-Kinshasa | Cairo Stadium Indoor Hallencomplex, Cairo Scheidsrechters: C. Bonaventura, J. Bonaventura (FRA) |
| 15 januari 2021 19:00 | drie spelers 5 | (13–14) | Kiangebeni 7   | Cairo Stadium Indoor Hallencomplex, Cairo Scheidsrechters: C. Bonaventura, J. Bonaventura (FRA) |
| 15 januari 2021 19:00 | 1× 4×          | Verslag | 2×             | Cairo Stadium Indoor Hallencomplex, Cairo Scheidsrechters: C. Bonaventura, J. Bonaventura (FRA) |

| 15 januari 2021 21:30 | Denemarken | 34–20   | Bahrein | Cairo Stadium Indoor Hallencomplex, Cairo Scheidsrechters: Brunner, Salah (SUI) |
| 15 januari 2021 21:30 | Gidsel 10  | (19–10) | Ahmed 8 | Cairo Stadium Indoor Hallencomplex, Cairo Scheidsrechters: Brunner, Salah (SUI) |
| 15 januari 2021 21:30 | 5×         | Verslag | 1× 4×   | Cairo Stadium Indoor Hallencomplex, Cairo Scheidsrechters: Brunner, Salah (SUI) |

| 17 januari 2021 19:00 | Argentinië | 24–21   | Bahrein | Cairo Stadium Indoor Hallencomplex, Cairo Scheidsrechters: Schulze, Tönnies (GER) |
| 17 januari 2021 19:00 | Pizarro 6  | (12–10) | Ahmed 5 | Cairo Stadium Indoor Hallencomplex, Cairo Scheidsrechters: Schulze, Tönnies (GER) |
| 17 januari 2021 19:00 | 1×         | Verslag | 3× 6×   | Cairo Stadium Indoor Hallencomplex, Cairo Scheidsrechters: Schulze, Tönnies (GER) |

| 17 januari 2021 21:30 | Congo-Kinshasa   | 19–39   | Denemarken  | Cairo Stadium Indoor Hallencomplex, Cairo Scheidsrechters: Brunner, Salah (SUI) |
| 17 januari 2021 21:30 | Bouity, Mvumbi 4 | (10–23) | J. Hansen 8 | Cairo Stadium Indoor Hallencomplex, Cairo Scheidsrechters: Brunner, Salah (SUI) |
| 17 januari 2021 21:30 | 1× 3×            | Verslag | 1×          | Cairo Stadium Indoor Hallencomplex, Cairo Scheidsrechters: Brunner, Salah (SUI) |

| 19 januari 2021 19:00 | Bahrein     | 34–27   | Congo-Kinshasa | Cairo Stadium Indoor Hallencomplex, Cairo Scheidsrechters: Jørum, Kleven (NOR) |
| 19 januari 2021 19:00 | Al-Sayyad 9 | (14–12) | Kiangebeni 6   | Cairo Stadium Indoor Hallencomplex, Cairo Scheidsrechters: Jørum, Kleven (NOR) |
| 19 januari 2021 19:00 | 1× 7×       | Verslag | 1× 4×          | Cairo Stadium Indoor Hallencomplex, Cairo Scheidsrechters: Jørum, Kleven (NOR) |

| 19 januari 2021 21:30 | Denemarken  | 31–20   | Argentinië      | Cairo Stadium Indoor Hallencomplex, Cairo Scheidsrechters: C. Bonaventura, J. Bonaventura (FRA) |
| 19 januari 2021 21:30 | M. Hansen 7 | (15–10) | Martínez Cami 6 | Cairo Stadium Indoor Hallencomplex, Cairo Scheidsrechters: C. Bonaventura, J. Bonaventura (FRA) |
| 19 januari 2021 21:30 | 1× 3×       | Verslag | 3× 6× 1×        | Cairo Stadium Indoor Hallencomplex, Cairo Scheidsrechters: C. Bonaventura, J. Bonaventura (FRA) |

### Groep E
| Pos | Team        | Wed | W | G | V | Ptn | DV | DT  | +/− | Kwalificatie   |
| --- | ----------- | --- | - | - | - | --- | -- | --- | --- | -------------- |
| 1   | Frankrijk   | 3   | 3 | 0 | 0 | 6   | 88 | 76  | +12 | Hoofdronde     |
| 2   | Noorwegen   | 3   | 2 | 0 | 1 | 4   | 93 | 82  | +11 | Hoofdronde     |
| 3   | Zwitserland | 3   | 1 | 0 | 2 | 2   | 77 | 81  | −4  | Hoofdronde     |
| 4   | Oostenrijk  | 3   | 0 | 0 | 3 | 0   | 82 | 101 | −19 | Presidents Cup |

1. ↑  Zwitserland verving de Verenigde Staten, dat zich terugtrok na een corinavirus-uitbraak in het team.[3]

| 14 januari 2021 19:00 | Oostenrijk | 25–28   | Zwitserland | Dr. Hassan Moustafa Sporthal, Zes Oktober Scheidsrechters: Kolahdouzan, Mousaviannazhad (IRI) |
| 14 januari 2021 19:00 | Weber 7    | (13–13) | Schmid 7    | Dr. Hassan Moustafa Sporthal, Zes Oktober Scheidsrechters: Kolahdouzan, Mousaviannazhad (IRI) |
| 14 januari 2021 19:00 | 1× 7× 1×   | Verslag | 1× 4×       | Dr. Hassan Moustafa Sporthal, Zes Oktober Scheidsrechters: Kolahdouzan, Mousaviannazhad (IRI) |

| 14 januari 2021 21:30 | Noorwegen  | 24–28   | Frankrijk | Dr. Hassan Moustafa Sporthal, Zes Oktober Scheidsrechters: García, Marín (ESP) |
| 14 januari 2021 21:30 | Sagosen 10 | (13–13) | Mahé 9    | Dr. Hassan Moustafa Sporthal, Zes Oktober Scheidsrechters: García, Marín (ESP) |
| 14 januari 2021 21:30 | 5×         | Verslag | 2× 5×     | Dr. Hassan Moustafa Sporthal, Zes Oktober Scheidsrechters: García, Marín (ESP) |

| 16 januari 2021 19:00 | Oostenrijk | 28–35   | Frankrijk      | Dr. Hassan Moustafa Sporthal, Zes Oktober Scheidsrechters: Grillo, Lenci (ARG) |
| 16 januari 2021 19:00 | Wagner 7   | (13–17) | drie spelers 4 | Dr. Hassan Moustafa Sporthal, Zes Oktober Scheidsrechters: Grillo, Lenci (ARG) |
| 16 januari 2021 19:00 | 3×         | Verslag | 1× 4×          | Dr. Hassan Moustafa Sporthal, Zes Oktober Scheidsrechters: Grillo, Lenci (ARG) |

| 16 januari 2021 21:30 | Zwitserland       | 25–31   | Noorwegen  | Dr. Hassan Moustafa Sporthal, Zes Oktober Scheidsrechters: Gubica, Milošević (CRO) |
| 16 januari 2021 21:30 | Lier, Milosevic 7 | (13–17) | Sagosen 11 | Dr. Hassan Moustafa Sporthal, Zes Oktober Scheidsrechters: Gubica, Milošević (CRO) |
| 16 januari 2021 21:30 | 1× 6×             | Verslag | 1× 3×      | Dr. Hassan Moustafa Sporthal, Zes Oktober Scheidsrechters: Gubica, Milošević (CRO) |

| 18 januari 2021 19:00 | Frankrijk | 25–24   | Zwitserland | Dr. Hassan Moustafa Sporthal, Zes Oktober Scheidsrechters: Grillo, Lenci (ARG) |
| 18 januari 2021 19:00 | Mahé 7    | (14–14) | Schmid 10   | Dr. Hassan Moustafa Sporthal, Zes Oktober Scheidsrechters: Grillo, Lenci (ARG) |
| 18 januari 2021 19:00 | 1× 3×     | Verslag | 1× 5×       | Dr. Hassan Moustafa Sporthal, Zes Oktober Scheidsrechters: Grillo, Lenci (ARG) |

| 18 januari 2021 21:30 | Noorwegen | 38–29   | Oostenrijk      | Dr. Hassan Moustafa Sporthal, Zes Oktober Scheidsrechters: García, Marín (ESP) |
| 18 januari 2021 21:30 | Sagosen 9 | (20–17) | Wagner, Weber 6 | Dr. Hassan Moustafa Sporthal, Zes Oktober Scheidsrechters: García, Marín (ESP) |
| 18 januari 2021 21:30 | 1× 4×     | Verslag | 1× 4×           | Dr. Hassan Moustafa Sporthal, Zes Oktober Scheidsrechters: García, Marín (ESP) |

### Groep F
| Pos | Team     | Wed | W | G | V | Ptn | DV | DT | +/− | Kwalificatie   |
| --- | -------- | --- | - | - | - | --- | -- | -- | --- | -------------- |
| 1   | Portugal | 3   | 3 | 0 | 0 | 6   | 84 | 62 | +22 | Hoofdronde     |
| 2   | IJsland  | 3   | 2 | 0 | 1 | 4   | 93 | 72 | +21 | Hoofdronde     |
| 3   | Algerije | 3   | 1 | 0 | 2 | 2   | 67 | 88 | −21 | Hoofdronde     |
| 4   | Marokko  | 3   | 0 | 0 | 3 | 0   | 66 | 88 | −22 | Presidents Cup |

| 14 januari 2021 19:00 | Algerije | 24–23   | Marokko    | New Capital Sporthal, Nieuwe hoofdstad van Egypte Scheidsrechters: Hansen, Madsen (DEN) |
| 14 januari 2021 19:00 | Abdi 7   | (8–15)  | Rezzouki 6 | New Capital Sporthal, Nieuwe hoofdstad van Egypte Scheidsrechters: Hansen, Madsen (DEN) |
| 14 januari 2021 19:00 | 6×       | Verslag | 1× 9× 3×   | New Capital Sporthal, Nieuwe hoofdstad van Egypte Scheidsrechters: Hansen, Madsen (DEN) |

| 14 januari 2021 21:30 | Portugal  | 25–23   | IJsland   | New Capital Sporthal, Nieuwe hoofdstad van Egypte Scheidsrechters: Horáček, Novotný (CZE) |
| 14 januari 2021 21:30 | Martins 6 | (11–10) | Elísson 6 | New Capital Sporthal, Nieuwe hoofdstad van Egypte Scheidsrechters: Horáček, Novotný (CZE) |
| 14 januari 2021 21:30 | 2× 3×     | Verslag | 3× 4×     | New Capital Sporthal, Nieuwe hoofdstad van Egypte Scheidsrechters: Horáček, Novotný (CZE) |

| 16 januari 2021 19:00 | Marokko     | 20–33   | Portugal  | New Capital Sporthal, Nieuwe hoofdstad van Egypte Scheidsrechters: Lah, Sok (SLO) |
| 16 januari 2021 19:00 | Harchaoui 5 | (12–12) | Portela 9 | New Capital Sporthal, Nieuwe hoofdstad van Egypte Scheidsrechters: Lah, Sok (SLO) |
| 16 januari 2021 19:00 | 1× 7×       | Verslag | 2×        | New Capital Sporthal, Nieuwe hoofdstad van Egypte Scheidsrechters: Lah, Sok (SLO) |

| 16 januari 2021 21:30 | Algerije | 24–39   | IJsland    | New Capital Sporthal, Nieuwe hoofdstad van Egypte Scheidsrechters: Hansen, Madsen (DEN) |
| 16 januari 2021 21:30 | Abdi 5   | (10–22) | Elísson 12 | New Capital Sporthal, Nieuwe hoofdstad van Egypte Scheidsrechters: Hansen, Madsen (DEN) |
| 16 januari 2021 21:30 | 1× 4× 1× | Verslag | 4× 1×      | New Capital Sporthal, Nieuwe hoofdstad van Egypte Scheidsrechters: Hansen, Madsen (DEN) |

| 18 januari 2021 19:00 | Portugal  | 26–19   | Algerije  | New Capital Sporthal, Nieuwe hoofdstad van Egypte Scheidsrechters: Pavićević, Ražnatović (MNE) |
| 18 januari 2021 19:00 | Portela 4 | (14–9)  | Berkous 7 | New Capital Sporthal, Nieuwe hoofdstad van Egypte Scheidsrechters: Pavićević, Ražnatović (MNE) |
| 18 januari 2021 19:00 | 6× 1×     | Verslag | 1× 4× 1×  | New Capital Sporthal, Nieuwe hoofdstad van Egypte Scheidsrechters: Pavićević, Ražnatović (MNE) |

| 18 januari 2021 21:30 | IJsland                        | 31–23   | Marokko     | New Capital Sporthal, Nieuwe hoofdstad van Egypte Scheidsrechters: Horáček, Novotný (CZE) |
| 18 januari 2021 21:30 | Guðmundsson, V. Kristjánsson 6 | (15–10) | Zaroili 5   | New Capital Sporthal, Nieuwe hoofdstad van Egypte Scheidsrechters: Horáček, Novotný (CZE) |
| 18 januari 2021 21:30 | 1× 3×                          | Verslag | 1× 4× 2× 1× | New Capital Sporthal, Nieuwe hoofdstad van Egypte Scheidsrechters: Horáček, Novotný (CZE) |

### Groep G
| Pos | Team            | Wed | W | G | V | Ptn | DV | DT  | +/− | Kwalificatie   |
| --- | --------------- | --- | - | - | - | --- | -- | --- | --- | -------------- |
| 1   | Zweden          | 3   | 3 | 0 | 0 | 6   | 97 | 69  | +28 | Hoofdronde     |
| 2   | Egypte (G)      | 3   | 2 | 0 | 1 | 4   | 96 | 72  | +24 | Hoofdronde     |
| 3   | Noord-Macedonië | 3   | 1 | 0 | 2 | 2   | 71 | 99  | −28 | Hoofdronde     |
| 4   | Chili           | 3   | 0 | 0 | 3 | 0   | 84 | 108 | −24 | Presidents Cup |

1. ↑  Noord-Macedonië verving Tsjechië, dat zich terugtrok na een corinavirus-uitbraak in het team.[4]

| 13 januari 2021 19:00 | Egypte     | 35–29   | Chili        | Cairo Stadium Indoor Hallencomplex, Cairo Scheidsrechters: Schulze, Tönnies (GER) |
| 13 januari 2021 19:00 | El-Deraa 6 | (18–11) | E. Salinas 8 | Cairo Stadium Indoor Hallencomplex, Cairo Scheidsrechters: Schulze, Tönnies (GER) |
| 13 januari 2021 19:00 | 2× 7×      | Verslag | 2× 9× 1×     | Cairo Stadium Indoor Hallencomplex, Cairo Scheidsrechters: Schulze, Tönnies (GER) |

| 14 januari 2021 21:30 | Zweden   | 32–20   | Noord-Macedonië | Cairo Stadium Indoor Hallencomplex, Cairo Scheidsrechters: Jørum, Kleven (NOR) |
| 14 januari 2021 21:30 | Wanne 11 | (16–11) | Lazarov 5       | Cairo Stadium Indoor Hallencomplex, Cairo Scheidsrechters: Jørum, Kleven (NOR) |
| 14 januari 2021 21:30 | 2× 4×    | Verslag | 1× 3×           | Cairo Stadium Indoor Hallencomplex, Cairo Scheidsrechters: Jørum, Kleven (NOR) |

| 16 januari 2021 19:00 | Egypte           | 38–19   | Noord-Macedonië | Cairo Stadium Indoor Hallencomplex, Cairo Scheidsrechters: C. Bonaventura, J. Bonaventura (FRA) |
| 16 januari 2021 19:00 | Mamdouh Shebib 8 | (20–6)  | drie spelers 3  | Cairo Stadium Indoor Hallencomplex, Cairo Scheidsrechters: C. Bonaventura, J. Bonaventura (FRA) |
| 16 januari 2021 19:00 | 2×               | Verslag | 5× 1×           | Cairo Stadium Indoor Hallencomplex, Cairo Scheidsrechters: C. Bonaventura, J. Bonaventura (FRA) |

| 16 januari 2021 21:30 | Chili            | 26–41   | Zweden    | Cairo Stadium Indoor Hallencomplex, Cairo Scheidsrechters: Brunner, Salah (SUI) |
| 16 januari 2021 21:30 | Er. Feuchtmann 7 | (16–20) | Pellas 12 | Cairo Stadium Indoor Hallencomplex, Cairo Scheidsrechters: Brunner, Salah (SUI) |
| 16 januari 2021 21:30 | 8× 1×            | Verslag | 1× 4×     | Cairo Stadium Indoor Hallencomplex, Cairo Scheidsrechters: Brunner, Salah (SUI) |

| 18 januari 2021 16:30 | Noord-Macedonië | 32–29   | Chili          | Cairo Stadium Indoor Hallencomplex, Cairo Scheidsrechters: Gubica, Milošević (CRO) |
| 18 januari 2021 16:30 | Lazarov 8       | (16–17) | drie spelers 7 | Cairo Stadium Indoor Hallencomplex, Cairo Scheidsrechters: Gubica, Milošević (CRO) |
| 18 januari 2021 16:30 | 6×              | Verslag | 1× 5×          | Cairo Stadium Indoor Hallencomplex, Cairo Scheidsrechters: Gubica, Milošević (CRO) |

| 18 januari 2021 19:00 | Zweden    | 24–23   | Egypte  | Cairo Stadium Indoor Hallencomplex, Cairo Scheidsrechters: Jørum, Kleven (NOR) |
| 18 januari 2021 19:00 | Persson 8 | (9–12)  | Sanad 8 | Cairo Stadium Indoor Hallencomplex, Cairo Scheidsrechters: Jørum, Kleven (NOR) |
| 18 januari 2021 19:00 | 1× 2×     | Verslag | 3×      | Cairo Stadium Indoor Hallencomplex, Cairo Scheidsrechters: Jørum, Kleven (NOR) |

### Groep H
| Pos | Team                       | Wed | W | G | V | Ptn | DV  | DT  | +/− | Kwalificatie   |
| --- | -------------------------- | --- | - | - | - | --- | --- | --- | --- | -------------- |
| 1   | Russische Handbalfederatie | 3   | 2 | 1 | 0 | 5   | 93  | 83  | +10 | Hoofdronde     |
| 2   | Slovenië                   | 3   | 2 | 0 | 1 | 4   | 105 | 85  | +20 | Hoofdronde     |
| 3   | Wit-Rusland                | 3   | 1 | 1 | 1 | 3   | 89  | 85  | +4  | Hoofdronde     |
| 4   | Zuid-Korea                 | 3   | 0 | 0 | 3 | 0   | 79  | 113 | −34 | Presidents Cup |

| 14 januari 2021 16:30 | Wit-Rusland | 32–32   | Rus. Handbalfed. | Borg El Arab Sporthal, Borg El Arab Scheidsrechters: Belkhiri, Hamidi (ALG) |
| 14 januari 2021 16:30 | Vailupau 10 | (15–15) | drie spelers 6   | Borg El Arab Sporthal, Borg El Arab Scheidsrechters: Belkhiri, Hamidi (ALG) |
| 14 januari 2021 16:30 | 1× 6×       | Verslag | 1× 5× 1×         | Borg El Arab Sporthal, Borg El Arab Scheidsrechters: Belkhiri, Hamidi (ALG) |

| 14 januari 2021 19:00 | Slovenië | 51–29   | Zuid-Korea               | Borg El Arab Sporthal, Borg El Arab Scheidsrechters: Raluy, Sabroso (ESP) |
| 14 januari 2021 19:00 | Gajić 10 | (25–16) | Kim Jin-h., Kim Jin-y. 6 | Borg El Arab Sporthal, Borg El Arab Scheidsrechters: Raluy, Sabroso (ESP) |
| 14 januari 2021 19:00 | 1× 6×    | Verslag | 2×                       | Borg El Arab Sporthal, Borg El Arab Scheidsrechters: Raluy, Sabroso (ESP) |

| 16 januari 2021 16:30 | Wit-Rusland | 32–24   | Zuid-Korea   | Borg El Arab Sporthal, Borg El Arab Scheidsrechters: Krichen, Makhlouf (TUN) |
| 16 januari 2021 16:30 | Vailupau 8  | (15–9)  | Kim Jin-y. 8 | Borg El Arab Sporthal, Borg El Arab Scheidsrechters: Krichen, Makhlouf (TUN) |
| 16 januari 2021 16:30 | 1× 9× 1×    | Verslag | 3×           | Borg El Arab Sporthal, Borg El Arab Scheidsrechters: Krichen, Makhlouf (TUN) |

| 16 januari 2021 19:00 | Rus. Handbalfed. | 31–25   | Slovenië  | Borg El Arab Sporthal, Borg El Arab Scheidsrechters: Nachevski, Nikolov (MKD) |
| 16 januari 2021 19:00 | drie spelers 6   | (16–13) | Dolenec 6 | Borg El Arab Sporthal, Borg El Arab Scheidsrechters: Nachevski, Nikolov (MKD) |
| 16 januari 2021 19:00 | 1× 5×            | Verslag | 1× 4×     | Borg El Arab Sporthal, Borg El Arab Scheidsrechters: Nachevski, Nikolov (MKD) |

| 18 januari 2021 16:30 | Zuid-Korea  | 26–30   | Rus. Handbalfed.  | Borg El Arab Sporthal, Borg El Arab Scheidsrechters: Belkhiri, Hamidi (ALG) |
| 18 januari 2021 16:30 | Kim Ji-u. 8 | (15–15) | Andreev, Kornev 5 | Borg El Arab Sporthal, Borg El Arab Scheidsrechters: Belkhiri, Hamidi (ALG) |
| 18 januari 2021 16:30 | 1× 2×       | Verslag | 2× 5×             | Borg El Arab Sporthal, Borg El Arab Scheidsrechters: Belkhiri, Hamidi (ALG) |

| 18 januari 2021 19:00 | Slovenië | 29–25   | Wit-Rusland | Borg El Arab Sporthal, Borg El Arab Scheidsrechters: Raluy, Sabroso (ESP) |
| 18 januari 2021 19:00 | Janc 8   | (15–15) | Karalek 7   | Borg El Arab Sporthal, Borg El Arab Scheidsrechters: Raluy, Sabroso (ESP) |
| 18 januari 2021 19:00 | 1× 5×    | Verslag | 1× 5×       | Borg El Arab Sporthal, Borg El Arab Scheidsrechters: Raluy, Sabroso (ESP) |

## Presidents Cup

### Groep I
| Pos | Team           | Wed | W | G | V | Ptn | DV | DT | +/− | Kwalificatie                |
| --- | -------------- | --- | - | - | - | --- | -- | -- | --- | --------------------------- |
| 1   | Tunesië        | 3   | 3 | 0 | 0 | 6   | 82 | 51 | +31 | Wedstrijd om 25e/26e plaats |
| 2   | Congo-Kinshasa | 3   | 2 | 0 | 1 | 4   | 64 | 69 | −5  | Wedstrijd om 27e/28e plaats |
| 3   | Angola         | 3   | 1 | 0 | 2 | 2   | 70 | 66 | +4  | Wedstrijd om 29e/30e plaats |
| 4   | Kaapverdië     | 3   | 0 | 0 | 3 | 0   | 0  | 30 | −30 | Wedstrijd om 31e/32e plaats |

| 21 januari 2021 | Kaapverdië | 0–10 | Tunesië |  |
| 21 januari 2021 |            |      |         |  |
| 21 januari 2021 |            |      |         |  |

| 21 januari 2021 19:00 | Angola     | 31–32   | Congo-Kinshasa | Dr. Hassan Moustafa Sporthal, Zes Oktober Scheidsrechters: Emam, Hedaia (EGY) |
| 21 januari 2021 19:00 | Ferreira 8 | (15–13) | Kiangebeni 8   | Dr. Hassan Moustafa Sporthal, Zes Oktober Scheidsrechters: Emam, Hedaia (EGY) |
| 21 januari 2021 19:00 | 1× 2× 1×   | Verslag | 1× 5×          | Dr. Hassan Moustafa Sporthal, Zes Oktober Scheidsrechters: Emam, Hedaia (EGY) |

| 23 januari 2021 | Kaapverdië | 0–10 | Angola |  |
| 23 januari 2021 |            |      |        |  |
| 23 januari 2021 |            |      |        |  |

| 23 januari 2021 19:00 | Tunesië | 38–22   | Congo-Kinshasa | Dr. Hassan Moustafa Sporthal, Zes Oktober Scheidsrechters: Grillo, Lenci (ARG) |
| 23 januari 2021 19:00 | Toumi 7 | (17–13) | Mvumbi 5       | Dr. Hassan Moustafa Sporthal, Zes Oktober Scheidsrechters: Grillo, Lenci (ARG) |
| 23 januari 2021 19:00 | 4×      | Verslag | 2×             | Dr. Hassan Moustafa Sporthal, Zes Oktober Scheidsrechters: Grillo, Lenci (ARG) |

| 25 januari 2021 | Congo-Kinshasa | 10–0 | Kaapverdië |  |
| 25 januari 2021 |                |      |            |  |
| 25 januari 2021 |                |      |            |  |

| 25 januari 2021 19:00 | Tunesië | 34–29   | Angola        | Dr. Hassan Moustafa Sporthal, Zes Oktober Scheidsrechters: Kolahdouzan, Mousaviannazhad (IRI) |
| 25 januari 2021 19:00 | Rzig 12 | (14–13) | Hebo, Lopes 7 | Dr. Hassan Moustafa Sporthal, Zes Oktober Scheidsrechters: Kolahdouzan, Mousaviannazhad (IRI) |
| 25 januari 2021 19:00 | 1× 8×   | Verslag | 1× 3× 1×      | Dr. Hassan Moustafa Sporthal, Zes Oktober Scheidsrechters: Kolahdouzan, Mousaviannazhad (IRI) |

### Groep II
| Pos | Team       | Wed | W | G | V | Ptn | DV  | DT  | +/− | Kwalificatie                |
| --- | ---------- | --- | - | - | - | --- | --- | --- | --- | --------------------------- |
| 1   | Oostenrijk | 3   | 3 | 0 | 0 | 6   | 105 | 82  | +23 | Wedstrijd om 25e/26e plaats |
| 2   | Chili      | 3   | 2 | 0 | 1 | 4   | 103 | 83  | +20 | Wedstrijd om 27e/28e plaats |
| 3   | Marokko    | 3   | 1 | 0 | 2 | 2   | 71  | 89  | −18 | Wedstrijd om 29e/30e plaats |
| 4   | Zuid-Korea | 3   | 0 | 0 | 3 | 0   | 87  | 112 | −25 | Wedstrijd om 31e/32e plaats |

| 20 januari 2021 16:30 | Chili         | 44–33   | Zuid-Korea   | New Capital Sporthal, Nieuwe hoofdstad van Egypte Scheidsrechters: Belkhiri, Hamidi (ALG) |
| 20 januari 2021 16:30 | R. Salinas 12 | (24–17) | Kim Jin-y. 8 | New Capital Sporthal, Nieuwe hoofdstad van Egypte Scheidsrechters: Belkhiri, Hamidi (ALG) |
| 20 januari 2021 16:30 | 2× 4×         | Verslag | 5×           | New Capital Sporthal, Nieuwe hoofdstad van Egypte Scheidsrechters: Belkhiri, Hamidi (ALG) |

| 20 januari 2021 19:00 | Oostenrijk | 36–22   | Marokko    | New Capital Sporthal, Nieuwe hoofdstad van Egypte Scheidsrechters: Brunner, Salah (SUI) |
| 20 januari 2021 19:00 | Frimmel 9  | (17–14) | Rezzouki 7 | New Capital Sporthal, Nieuwe hoofdstad van Egypte Scheidsrechters: Brunner, Salah (SUI) |
| 20 januari 2021 19:00 | 2× 5×      | Verslag | 4×         | New Capital Sporthal, Nieuwe hoofdstad van Egypte Scheidsrechters: Brunner, Salah (SUI) |

| 22 januari 2021 16:30 | Marokko   | 32–25   | Zuid-Korea   | New Capital Sporthal, Nieuwe hoofdstad van Egypte Scheidsrechters: Jørum, Kleven (NOR) |
| 22 januari 2021 16:30 | Fougani 7 | (15–14) | Kim Jin-y. 9 | New Capital Sporthal, Nieuwe hoofdstad van Egypte Scheidsrechters: Jørum, Kleven (NOR) |
| 22 januari 2021 16:30 | 2× 5× 1×  | Verslag | 4×           | New Capital Sporthal, Nieuwe hoofdstad van Egypte Scheidsrechters: Jørum, Kleven (NOR) |

| 22 januari 2021 19:00 | Oostenrijk | 33–31   | Chili            | New Capital Sporthal, Nieuwe hoofdstad van Egypte Scheidsrechters: Brunner, Salah (SUI) |
| 22 januari 2021 19:00 | Frimmel 8  | (14–15) | Er. Feuchtmann 9 | New Capital Sporthal, Nieuwe hoofdstad van Egypte Scheidsrechters: Brunner, Salah (SUI) |
| 22 januari 2021 19:00 | 1× 8×      | Verslag | 1× 7× 1×         | New Capital Sporthal, Nieuwe hoofdstad van Egypte Scheidsrechters: Brunner, Salah (SUI) |

| 24 januari 2021 16:30 | Marokko     | 17–28   | Chili        | New Capital Sporthal, Nieuwe hoofdstad van Egypte Scheidsrechters: Pavićević, Ražnatović (MNE) |
| 24 januari 2021 16:30 | Harchaoui 6 | (12–14) | E. Salinas 7 | New Capital Sporthal, Nieuwe hoofdstad van Egypte Scheidsrechters: Pavićević, Ražnatović (MNE) |
| 24 januari 2021 16:30 | 2× 6×       | Verslag | 4×           | New Capital Sporthal, Nieuwe hoofdstad van Egypte Scheidsrechters: Pavićević, Ražnatović (MNE) |

| 24 januari 2021 19:00 | Zuid-Korea         | 29–36   | Oostenrijk   | New Capital Sporthal, Nieuwe hoofdstad van Egypte Scheidsrechters: Emam, Hedaia (EGY) |
| 24 januari 2021 19:00 | Kang, Kim Jin-y. 4 | (14–18) | Pratschner 9 | New Capital Sporthal, Nieuwe hoofdstad van Egypte Scheidsrechters: Emam, Hedaia (EGY) |
| 24 januari 2021 19:00 | 1×                 | Verslag | 2× 3×        | New Capital Sporthal, Nieuwe hoofdstad van Egypte Scheidsrechters: Emam, Hedaia (EGY) |

### Wedstrijd om 31e/32e plaats
| 27 januari 2021 | Kaapverdië | 0–10 | Zuid-Korea |  |
| 27 januari 2021 |            |      |            |  |
| 27 januari 2021 |            |      |            |  |

### Wedstrijd om 29e/30e plaats
| 27 januari 2021 18:30 | Angola                                           | 29–30 (na 7m) | Marokko     | Dr. Hassan Moustafa Sporthal, Zes Oktober Scheidsrechters: Belkhiri, Hamidi (ALG) |
| 27 januari 2021 18:30 | Ferreira, Hebo 6                                 | (14–13)       | Rezzouki 12 | Dr. Hassan Moustafa Sporthal, Zes Oktober Scheidsrechters: Belkhiri, Hamidi (ALG) |
| 27 januari 2021 18:30 | 5×                                               | Verslag       | 3× 4×       | Dr. Hassan Moustafa Sporthal, Zes Oktober Scheidsrechters: Belkhiri, Hamidi (ALG) |
| 27 januari 2021 18:30 | Regulier: 27–27 Verlenging(en): 0–0, 0–0 7m: 2–3 |               |             | Dr. Hassan Moustafa Sporthal, Zes Oktober Scheidsrechters: Belkhiri, Hamidi (ALG) |

### Wedstrijd om 27e/28e plaats
| 27 januari 2021 16:00 | Congo-Kinshasa | 30–35   | Chili          | New Capital Sporthal, Nieuwe hoofdstad van Egypte Scheidsrechters: Krichen, Makhlouf (TUN) |
| 27 januari 2021 16:00 | Ngando 8       | (13–18) | drie spelers 6 | New Capital Sporthal, Nieuwe hoofdstad van Egypte Scheidsrechters: Krichen, Makhlouf (TUN) |
| 27 januari 2021 16:00 | 3×             | Verslag | 1×             | New Capital Sporthal, Nieuwe hoofdstad van Egypte Scheidsrechters: Krichen, Makhlouf (TUN) |

### Wedstrijd om 25e/26e plaats
| 27 januari 2021 18:30 | Tunesië | 37–33   | Oostenrijk        | New Capital Sporthal, Nieuwe hoofdstad van Egypte Scheidsrechters: Grillo, Lenci (ARG) |
| 27 januari 2021 18:30 | Sanaï 8 | (19–16) | Frimmel, Wagner 7 | New Capital Sporthal, Nieuwe hoofdstad van Egypte Scheidsrechters: Grillo, Lenci (ARG) |
| 27 januari 2021 18:30 | 2× 4×   | Verslag | 2× 3×             | New Capital Sporthal, Nieuwe hoofdstad van Egypte Scheidsrechters: Grillo, Lenci (ARG) |

## Hoofdronde

### Groep I
| Pos | Team      | Wed | W | G | V | Ptn | DV  | DT  | +/−  | Kwalificatie |
| --- | --------- | --- | - | - | - | --- | --- | --- | ---- | ------------ |
| 1   | Spanje    | 5   | 4 | 1 | 0 | 9   | 162 | 134 | +28  | Eindfase     |
| 2   | Hongarije | 5   | 4 | 0 | 1 | 8   | 160 | 131 | +29  | Eindfase     |
| 3   | Duitsland | 5   | 2 | 1 | 2 | 5   | 153 | 122 | +31  |              |
| 4   | Polen     | 5   | 2 | 1 | 2 | 5   | 138 | 119 | +19  |              |
| 5   | Brazilië  | 5   | 1 | 1 | 3 | 3   | 136 | 139 | −3   |              |
| 6   | Uruguay   | 5   | 0 | 0 | 5 | 0   | 88  | 192 | −104 |              |

1. 1 2  Polen 23–23 Duitsland; Doelsaldo, Duitsland +31 en Polen +19

| 21 januari 2021 16:30 | Uruguay  | 16–30   | Polen    | New Capital Sporthal, Nieuwe hoofdstad van Egypte Scheidsrechters: Belkhiri, Hamidi (ALG) |
| 21 januari 2021 16:30 | Cancio 6 | (9–14)  | Moryto 8 | New Capital Sporthal, Nieuwe hoofdstad van Egypte Scheidsrechters: Belkhiri, Hamidi (ALG) |
| 21 januari 2021 16:30 | 1×       | Verslag | 1× 6×    | New Capital Sporthal, Nieuwe hoofdstad van Egypte Scheidsrechters: Belkhiri, Hamidi (ALG) |

| 21 januari 2021 19:00 | Hongarije | 29–23   | Brazilië  | New Capital Sporthal, Nieuwe hoofdstad van Egypte Scheidsrechters: Brunner, Salah (SUI) |
| 21 januari 2021 19:00 | Bánhidi 5 | (16–11) | Langaro 8 | New Capital Sporthal, Nieuwe hoofdstad van Egypte Scheidsrechters: Brunner, Salah (SUI) |
| 21 januari 2021 19:00 | 2× 4×     | Verslag | 3×        | New Capital Sporthal, Nieuwe hoofdstad van Egypte Scheidsrechters: Brunner, Salah (SUI) |

| 21 januari 2021 21:30 | Spanje            | 32–28   | Duitsland   | New Capital Sporthal, Nieuwe hoofdstad van Egypte Scheidsrechters: Gubica, Milošević (CRO) |
| 21 januari 2021 21:30 | Fernández Pérez 6 | (16–13) | Kastening 7 | New Capital Sporthal, Nieuwe hoofdstad van Egypte Scheidsrechters: Gubica, Milošević (CRO) |
| 21 januari 2021 21:30 | 1× 3×             | Verslag | 2× 5× 1×    | New Capital Sporthal, Nieuwe hoofdstad van Egypte Scheidsrechters: Gubica, Milošević (CRO) |

| 23 januari 2021 16:30 | Uruguay  | 23–38   | Spanje  | New Capital Sporthal, Nieuwe hoofdstad van Egypte Scheidsrechters: Emam, Hedaia (EGY) |
| 23 januari 2021 16:30 | Cancio 8 | (12–24) | Ariño 8 | New Capital Sporthal, Nieuwe hoofdstad van Egypte Scheidsrechters: Emam, Hedaia (EGY) |
| 23 januari 2021 16:30 | 1× 3×    | Verslag | 1× 5×   | New Capital Sporthal, Nieuwe hoofdstad van Egypte Scheidsrechters: Emam, Hedaia (EGY) |

| 23 januari 2021 19:00 | Polen   | 26–30   | Hongarije | New Capital Sporthal, Nieuwe hoofdstad van Egypte Scheidsrechters: Gubica, Milošević (CRO) |
| 23 januari 2021 19:00 | Sićko 5 | (10–16) | Lékai 8   | New Capital Sporthal, Nieuwe hoofdstad van Egypte Scheidsrechters: Gubica, Milošević (CRO) |
| 23 januari 2021 19:00 | 3×      | Verslag | 1× 3×     | New Capital Sporthal, Nieuwe hoofdstad van Egypte Scheidsrechters: Gubica, Milošević (CRO) |

| 23 januari 2021 21:30 | Duitsland | 31–24   | Brazilië          | New Capital Sporthal, Nieuwe hoofdstad van Egypte Scheidsrechters: Jørum, Kleven (NOR) |
| 23 januari 2021 21:30 | Golla 7   | (16–12) | Moraes Ferreira 6 | New Capital Sporthal, Nieuwe hoofdstad van Egypte Scheidsrechters: Jørum, Kleven (NOR) |
| 23 januari 2021 21:30 | 1× 6×     | Verslag | 1× 3×             | New Capital Sporthal, Nieuwe hoofdstad van Egypte Scheidsrechters: Jørum, Kleven (NOR) |

| 25 januari 2021 16:30 | Brazilië  | 37–17   | Uruguay        | New Capital Sporthal, Nieuwe hoofdstad van Egypte Scheidsrechters: Krichen, Makhlouf (TUN) |
| 25 januari 2021 16:30 | Luciano 7 | (18–7)  | drie spelers 3 | New Capital Sporthal, Nieuwe hoofdstad van Egypte Scheidsrechters: Krichen, Makhlouf (TUN) |
| 25 januari 2021 16:30 | 1× 2×     | Verslag | 2×             | New Capital Sporthal, Nieuwe hoofdstad van Egypte Scheidsrechters: Krichen, Makhlouf (TUN) |

| 25 januari 2021 19:00 | Spanje | 36–28   | Hongarije       | New Capital Sporthal, Nieuwe hoofdstad van Egypte Scheidsrechters: Nachevski, Nikolov (MKD) |
| 25 januari 2021 19:00 | Solé 8 | (21–14) | Balogh, Győri 5 | New Capital Sporthal, Nieuwe hoofdstad van Egypte Scheidsrechters: Nachevski, Nikolov (MKD) |
| 25 januari 2021 19:00 | 1× 5×  | Verslag | 1× 4×           | New Capital Sporthal, Nieuwe hoofdstad van Egypte Scheidsrechters: Nachevski, Nikolov (MKD) |

| 25 januari 2021 21:30 | Polen       | 23–23   | Duitsland        | New Capital Sporthal, Nieuwe hoofdstad van Egypte Scheidsrechters: Pavićević, Ražnatović (MNE) |
| 25 januari 2021 21:30 | Krajewski 5 | (12–11) | Schmidt, Weber 4 | New Capital Sporthal, Nieuwe hoofdstad van Egypte Scheidsrechters: Pavićević, Ražnatović (MNE) |
| 25 januari 2021 21:30 | 1× 5×       | Verslag | 1× 4×            | New Capital Sporthal, Nieuwe hoofdstad van Egypte Scheidsrechters: Pavićević, Ražnatović (MNE) |

### Groep II
| Pos | Team       | Wed | W | G | V | Ptn | DV  | DT  | +/− | Kwalificatie |
| --- | ---------- | --- | - | - | - | --- | --- | --- | --- | ------------ |
| 1   | Denemarken | 5   | 5 | 0 | 0 | 10  | 169 | 116 | +53 | Eindfase     |
| 2   | Qatar      | 5   | 3 | 0 | 2 | 6   | 132 | 135 | −3  | Eindfase     |
| 3   | Argentinië | 5   | 3 | 0 | 2 | 6   | 120 | 121 | −1  |              |
| 4   | Kroatië    | 5   | 2 | 1 | 2 | 5   | 128 | 132 | −4  |              |
| 5   | Japan      | 5   | 1 | 1 | 3 | 3   | 138 | 147 | −9  |              |
| 6   | Bahrein    | 5   | 0 | 0 | 5 | 0   | 107 | 143 | −36 |              |

1. 1 2  Argentinië 25–26 Qatar

| 21 januari 2021 16:30 | Japan     | 24–28   | Argentinië | Cairo Stadium Indoor Hallencomplex, Cairo Scheidsrechters: Kolahdouzan, Mousaviannazhad (IRI) |
| 21 januari 2021 16:30 | Yoshino 6 | (13–17) | Pizarro 10 | Cairo Stadium Indoor Hallencomplex, Cairo Scheidsrechters: Kolahdouzan, Mousaviannazhad (IRI) |
| 21 januari 2021 16:30 | 2×        | Verslag | 3× 2×      | Cairo Stadium Indoor Hallencomplex, Cairo Scheidsrechters: Kolahdouzan, Mousaviannazhad (IRI) |

| 21 januari 2021 19:00 | Kroatië  | 28–18   | Bahrein            | Cairo Stadium Indoor Hallencomplex, Cairo Scheidsrechters: C. Bonaventura, J. Bonaventura (FRA) |
| 21 januari 2021 19:00 | Horvat 8 | (13–8)  | Ahmed, Al-Sayyad 6 | Cairo Stadium Indoor Hallencomplex, Cairo Scheidsrechters: C. Bonaventura, J. Bonaventura (FRA) |
| 21 januari 2021 19:00 | 2×       | Verslag | 1× 3×              | Cairo Stadium Indoor Hallencomplex, Cairo Scheidsrechters: C. Bonaventura, J. Bonaventura (FRA) |

| 21 januari 2021 21:30 | Denemarken  | 32–23   | Qatar      | Cairo Stadium Indoor Hallencomplex, Cairo Scheidsrechters: Pavićević, Ražnatović (MNE) |
| 21 januari 2021 21:30 | M. Hansen 8 | (17–12) | Frankis 12 | Cairo Stadium Indoor Hallencomplex, Cairo Scheidsrechters: Pavićević, Ražnatović (MNE) |
| 21 januari 2021 21:30 | 4×          | Verslag | 3× 7×      | Cairo Stadium Indoor Hallencomplex, Cairo Scheidsrechters: Pavićević, Ražnatović (MNE) |

| 23 januari 2021 16:30 | Qatar    | 28–23   | Bahrein | Cairo Stadium Indoor Hallencomplex, Cairo Scheidsrechters: García, Marín (ESP) |
| 23 januari 2021 16:30 | Capote 9 | (13–14) | Ahmed 5 | Cairo Stadium Indoor Hallencomplex, Cairo Scheidsrechters: García, Marín (ESP) |
| 23 januari 2021 16:30 | 2×       | Verslag | 2× 4×   | Cairo Stadium Indoor Hallencomplex, Cairo Scheidsrechters: García, Marín (ESP) |

| 23 januari 2021 19:00 | Argentinië | 23–19   | Kroatië | Cairo Stadium Indoor Hallencomplex, Cairo Scheidsrechters: Pavićević, Ražnatović (MNE) |
| 23 januari 2021 19:00 | Pizarro 4  | (12–12) | Čupić 7 | Cairo Stadium Indoor Hallencomplex, Cairo Scheidsrechters: Pavićević, Ražnatović (MNE) |
| 23 januari 2021 19:00 | 1× 5× 1×   | Verslag | 1× 4×   | Cairo Stadium Indoor Hallencomplex, Cairo Scheidsrechters: Pavićević, Ražnatović (MNE) |

| 23 januari 2021 21:30 | Japan    | 27–34   | Denemarken  | Cairo Stadium Indoor Hallencomplex, Cairo Scheidsrechters: Nachevski, Nikolov (MKD) |
| 23 januari 2021 21:30 | Agarie 7 | (17–19) | Jakobsen 12 | Cairo Stadium Indoor Hallencomplex, Cairo Scheidsrechters: Nachevski, Nikolov (MKD) |
| 23 januari 2021 21:30 | 1× 5×    | Verslag | 1× 3× 1×    | Cairo Stadium Indoor Hallencomplex, Cairo Scheidsrechters: Nachevski, Nikolov (MKD) |

| 25 januari 2021 16:30 | Bahrein            | 25–29   | Japan     | Cairo Stadium Indoor Hallencomplex, Cairo Scheidsrechters: C. Bonaventura, J. Bonaventura (FRA) |
| 25 januari 2021 16:30 | Ahmed, Al-Sayyad 5 | (12–19) | Yoshino 9 | Cairo Stadium Indoor Hallencomplex, Cairo Scheidsrechters: C. Bonaventura, J. Bonaventura (FRA) |
| 25 januari 2021 16:30 | 1× 5×              | Verslag | 2×        | Cairo Stadium Indoor Hallencomplex, Cairo Scheidsrechters: C. Bonaventura, J. Bonaventura (FRA) |

| 25 januari 2021 19:00 | Argentinië | 25–26   | Qatar     | Cairo Stadium Indoor Hallencomplex, Cairo Scheidsrechters: Horáček, Novotný (CZE) |
| 25 januari 2021 19:00 | Pizarro 7  | (13–12) | Frankis 8 | Cairo Stadium Indoor Hallencomplex, Cairo Scheidsrechters: Horáček, Novotný (CZE) |
| 25 januari 2021 19:00 | 2× 5×      | Verslag | 1× 3×     | Cairo Stadium Indoor Hallencomplex, Cairo Scheidsrechters: Horáček, Novotný (CZE) |

| 25 januari 2021 21:30 | Denemarken | 38–26   | Kroatië | Cairo Stadium Indoor Hallencomplex, Cairo Scheidsrechters: Raluy, Sabroso (ESP) |
| 25 januari 2021 21:30 | Jakobsen 8 | (17–15) | Marić 6 | Cairo Stadium Indoor Hallencomplex, Cairo Scheidsrechters: Raluy, Sabroso (ESP) |
| 25 januari 2021 21:30 | 3×         | Verslag | 1× 3×   | Cairo Stadium Indoor Hallencomplex, Cairo Scheidsrechters: Raluy, Sabroso (ESP) |

### Groep III
| Pos | Team        | Wed | W | G | V | Ptn | DV  | DT  | +/− | Kwalificatie |
| --- | ----------- | --- | - | - | - | --- | --- | --- | --- | ------------ |
| 1   | Frankrijk   | 5   | 5 | 0 | 0 | 10  | 142 | 123 | +19 | Eindfase     |
| 2   | Noorwegen   | 5   | 4 | 0 | 1 | 8   | 155 | 137 | +18 | Eindfase     |
| 3   | Portugal    | 5   | 3 | 0 | 2 | 6   | 135 | 132 | +3  |              |
| 4   | Zwitserland | 5   | 2 | 0 | 3 | 4   | 125 | 131 | −6  |              |
| 5   | IJsland     | 5   | 1 | 0 | 4 | 2   | 139 | 132 | +7  |              |
| 6   | Algerije    | 5   | 0 | 0 | 5 | 0   | 116 | 157 | −41 |              |

| 20 januari 2021 16:30 | Zwitserland | 20–18   | IJsland       | Dr. Hassan Moustafa Sporthal, Zes Oktober Scheidsrechters: Schulze, Tönnies (GER) |
| 20 januari 2021 16:30 | Schmid 6    | (10–9)  | Guðmundsson 4 | Dr. Hassan Moustafa Sporthal, Zes Oktober Scheidsrechters: Schulze, Tönnies (GER) |
| 20 januari 2021 16:30 | 2× 5×       | Verslag | 2× 1×         | Dr. Hassan Moustafa Sporthal, Zes Oktober Scheidsrechters: Schulze, Tönnies (GER) |

| 20 januari 2021 19:00 | Frankrijk      | 29–26   | Algerije  | Dr. Hassan Moustafa Sporthal, Zes Oktober Scheidsrechters: Grillo, Lenci (ARG) |
| 20 januari 2021 19:00 | drie spelers 4 | (16–14) | Berkous 7 | Dr. Hassan Moustafa Sporthal, Zes Oktober Scheidsrechters: Grillo, Lenci (ARG) |
| 20 januari 2021 19:00 | 3×             | Verslag | 1× 5×     | Dr. Hassan Moustafa Sporthal, Zes Oktober Scheidsrechters: Grillo, Lenci (ARG) |

| 20 januari 2021 21:30 | Portugal           | 28–29   | Noorwegen | Dr. Hassan Moustafa Sporthal, Zes Oktober Scheidsrechters: Raluy, Sabroso (ESP) |
| 20 januari 2021 21:30 | Martins, Portela 5 | (14–16) | Sagosen 6 | Dr. Hassan Moustafa Sporthal, Zes Oktober Scheidsrechters: Raluy, Sabroso (ESP) |
| 20 januari 2021 21:30 | 3× 7× 1×           | Verslag | 1× 4×     | Dr. Hassan Moustafa Sporthal, Zes Oktober Scheidsrechters: Raluy, Sabroso (ESP) |

| 22 januari 2021 16:30 | Zwitserland | 29–33   | Portugal   | Dr. Hassan Moustafa Sporthal, Zes Oktober Scheidsrechters: García, Marín (ESP) |
| 22 januari 2021 16:30 | Schmid 11   | (15–17) | Iturriza 7 | Dr. Hassan Moustafa Sporthal, Zes Oktober Scheidsrechters: García, Marín (ESP) |
| 22 januari 2021 16:30 | 4×          | Verslag | 1× 3×      | Dr. Hassan Moustafa Sporthal, Zes Oktober Scheidsrechters: García, Marín (ESP) |

| 22 januari 2021 19:00 | IJsland   | 26–28   | Frankrijk | Dr. Hassan Moustafa Sporthal, Zes Oktober Scheidsrechters: Raluy, Sabroso (ESP) |
| 22 januari 2021 19:00 | Elísson 8 | (14–16) | Mem 7     | Dr. Hassan Moustafa Sporthal, Zes Oktober Scheidsrechters: Raluy, Sabroso (ESP) |
| 22 januari 2021 19:00 | 2× 5× 1×  | Verslag | 5×        | Dr. Hassan Moustafa Sporthal, Zes Oktober Scheidsrechters: Raluy, Sabroso (ESP) |

| 22 januari 2021 21:30 | Noorwegen | 36–23   | Algerije | Dr. Hassan Moustafa Sporthal, Zes Oktober Scheidsrechters: Schulze, Tönnies (GER) |
| 22 januari 2021 21:30 | Blonz 7   | (17–11) | Abdi 7   | Dr. Hassan Moustafa Sporthal, Zes Oktober Scheidsrechters: Schulze, Tönnies (GER) |
| 22 januari 2021 21:30 | 2× 3×     | Verslag | 1× 4× 1× | Dr. Hassan Moustafa Sporthal, Zes Oktober Scheidsrechters: Schulze, Tönnies (GER) |

| 24 januari 2021 16:30 | Algerije | 24–27   | Zwitserland | Dr. Hassan Moustafa Sporthal, Zes Oktober Scheidsrechters: Grillo, Lenci (ARG) |
| 24 januari 2021 16:30 | Abdi 6   | (13–15) | Schmid 9    | Dr. Hassan Moustafa Sporthal, Zes Oktober Scheidsrechters: Grillo, Lenci (ARG) |
| 24 januari 2021 16:30 | 1× 4×    | Verslag | 1× 2×       | Dr. Hassan Moustafa Sporthal, Zes Oktober Scheidsrechters: Grillo, Lenci (ARG) |

| 24 januari 2021 19:00 | IJsland   | 33–35   | Noorwegen | Dr. Hassan Moustafa Sporthal, Zes Oktober Scheidsrechters: Nachevski, Nikolov (MKD) |
| 24 januari 2021 19:00 | Elísson 6 | (18–18) | Sagosen 8 | Dr. Hassan Moustafa Sporthal, Zes Oktober Scheidsrechters: Nachevski, Nikolov (MKD) |
| 24 januari 2021 19:00 | 2× 8× 1×  | Verslag | 2× 8×     | Dr. Hassan Moustafa Sporthal, Zes Oktober Scheidsrechters: Nachevski, Nikolov (MKD) |

| 24 januari 2021 21:30 | Portugal  | 23–32   | Frankrijk | Dr. Hassan Moustafa Sporthal, Zes Oktober Scheidsrechters: Gubica, Milošević (CRO) |
| 24 januari 2021 21:30 | Martins 6 | (12–16) | Descat 8  | Dr. Hassan Moustafa Sporthal, Zes Oktober Scheidsrechters: Gubica, Milošević (CRO) |
| 24 januari 2021 21:30 | 2× 4×     | Verslag | 2×        | Dr. Hassan Moustafa Sporthal, Zes Oktober Scheidsrechters: Gubica, Milošević (CRO) |

### Groep IV
| Pos | Team                       | Wed | W | G | V | Ptn | DV  | DT  | +/− | Kwalificatie |
| --- | -------------------------- | --- | - | - | - | --- | --- | --- | --- | ------------ |
| 1   | Zweden                     | 5   | 3 | 2 | 0 | 8   | 144 | 117 | +27 | Eindfase     |
| 2   | Egypte (G)                 | 5   | 3 | 1 | 1 | 7   | 149 | 117 | +32 | Eindfase     |
| 3   | Slovenië                   | 5   | 2 | 2 | 1 | 6   | 138 | 130 | +8  |              |
| 4   | Russische Handbalfederatie | 5   | 2 | 1 | 2 | 5   | 138 | 139 | −1  |              |
| 5   | Wit-Rusland                | 5   | 1 | 2 | 2 | 4   | 139 | 148 | −9  |              |
| 6   | Noord-Macedonië            | 5   | 0 | 0 | 5 | 0   | 106 | 163 | −57 |              |

| 20 januari 2021 16:30 | Noord-Macedonië | 21–31   | Slovenië | Cairo Stadium Indoor Hallencomplex, Cairo Scheidsrechters: García, Marín (ESP) |
| 20 januari 2021 16:30 | Lazarov 5       | (9–13)  | Gajić 7  | Cairo Stadium Indoor Hallencomplex, Cairo Scheidsrechters: García, Marín (ESP) |
| 20 januari 2021 16:30 | 1× 2×           | Verslag | 1× 2×    | Cairo Stadium Indoor Hallencomplex, Cairo Scheidsrechters: García, Marín (ESP) |

| 20 januari 2021 19:00 | Rus. Handbalfed. | 23–28   | Egypte           | Cairo Stadium Indoor Hallencomplex, Cairo Scheidsrechters: Horáček, Novotný (CZE) |
| 20 januari 2021 19:00 | Kosorotov 8      | (8–15)  | Mamdouh Shebib 7 | Cairo Stadium Indoor Hallencomplex, Cairo Scheidsrechters: Horáček, Novotný (CZE) |
| 20 januari 2021 19:00 | 1× 7×            | Verslag | 3×               | Cairo Stadium Indoor Hallencomplex, Cairo Scheidsrechters: Horáček, Novotný (CZE) |

| 20 januari 2021 21:30 | Zweden  | 26–26   | Wit-Rusland         | Cairo Stadium Indoor Hallencomplex, Cairo Scheidsrechters: C. Bonaventura, J. Bonaventura (FRA) |
| 20 januari 2021 21:30 | Wanne 7 | (11–15) | Vailupau, Yurynok 6 | Cairo Stadium Indoor Hallencomplex, Cairo Scheidsrechters: C. Bonaventura, J. Bonaventura (FRA) |
| 20 januari 2021 21:30 | 3×      | Verslag | 1× 4×               | Cairo Stadium Indoor Hallencomplex, Cairo Scheidsrechters: C. Bonaventura, J. Bonaventura (FRA) |

| 22 januari 2021 16:30 | Noord-Macedonië | 20–32   | Rus. Handbalfed. | Cairo Stadium Indoor Hallencomplex, Cairo Scheidsrechters: C. Bonaventura, J. Bonaventura (FRA) |
| 22 januari 2021 16:30 | Kuzmanovski 6   | (9–19)  | Soroka 6         | Cairo Stadium Indoor Hallencomplex, Cairo Scheidsrechters: C. Bonaventura, J. Bonaventura (FRA) |
| 22 januari 2021 16:30 | 1× 6×           | Verslag | 1× 2× 1×         | Cairo Stadium Indoor Hallencomplex, Cairo Scheidsrechters: C. Bonaventura, J. Bonaventura (FRA) |

| 22 januari 2021 19:00 | Egypte     | 35–26   | Wit-Rusland | Cairo Stadium Indoor Hallencomplex, Cairo Scheidsrechters: Nachevski, Nikolov (MKD) |
| 22 januari 2021 19:00 | El-Ahmar 8 | (21–14) | Vailupau 4  | Cairo Stadium Indoor Hallencomplex, Cairo Scheidsrechters: Nachevski, Nikolov (MKD) |
| 22 januari 2021 19:00 | 1×         | Verslag | 1× 3×       | Cairo Stadium Indoor Hallencomplex, Cairo Scheidsrechters: Nachevski, Nikolov (MKD) |

| 22 januari 2021 21:30 | Slovenië | 28–28   | Zweden   | Cairo Stadium Indoor Hallencomplex, Cairo Scheidsrechters: Horáček, Novotný (CZE) |
| 22 januari 2021 21:30 | Gajić 6  | (14–15) | Wanne 7  | Cairo Stadium Indoor Hallencomplex, Cairo Scheidsrechters: Horáček, Novotný (CZE) |
| 22 januari 2021 21:30 | 1× 5×    | Verslag | 2× 8× 1× | Cairo Stadium Indoor Hallencomplex, Cairo Scheidsrechters: Horáček, Novotný (CZE) |

| 24 januari 2021 16:30 | Wit-Rusland | 30–26   | Noord-Macedonië | Cairo Stadium Indoor Hallencomplex, Cairo Scheidsrechters: Kolahdouzan, Mousaviannazhad (IRI) |
| 24 januari 2021 16:30 | Kulesh 7    | (14–14) | Lazarov 7       | Cairo Stadium Indoor Hallencomplex, Cairo Scheidsrechters: Kolahdouzan, Mousaviannazhad (IRI) |
| 24 januari 2021 16:30 | 2× 3×       | Verslag | 1×              | Cairo Stadium Indoor Hallencomplex, Cairo Scheidsrechters: Kolahdouzan, Mousaviannazhad (IRI) |

| 24 januari 2021 19:00 | Slovenië | 25–25   | Egypte  | Cairo Stadium Indoor Hallencomplex, Cairo Scheidsrechters: Schulze, Tönnies (GER) |
| 24 januari 2021 19:00 | Janc 7   | (12–8)  | Sanad 7 | Cairo Stadium Indoor Hallencomplex, Cairo Scheidsrechters: Schulze, Tönnies (GER) |
| 24 januari 2021 19:00 | 2× 6×    | Verslag | 2×      | Cairo Stadium Indoor Hallencomplex, Cairo Scheidsrechters: Schulze, Tönnies (GER) |

| 24 januari 2021 21:30 | Rus. Handbalfed. | 20–34   | Zweden   | Cairo Stadium Indoor Hallencomplex, Cairo Scheidsrechters: García, Marín (ESP) |
| 24 januari 2021 21:30 | Kotov 5          | (8–17)  | Pellas 8 | Cairo Stadium Indoor Hallencomplex, Cairo Scheidsrechters: García, Marín (ESP) |
| 24 januari 2021 21:30 | 1× 5× 1×         | Verslag | 1× 5×    | Cairo Stadium Indoor Hallencomplex, Cairo Scheidsrechters: García, Marín (ESP) |

## Eindfase

### Schema
|  | Kwartfinales      | Kwartfinales    |                 |        | Halve finales | Halve finales |  |  | Finale | Finale |
|  |                   |                 |                 |        |               |               |  |  |        |        |
|  | 27 januari 2021   |                 |                 |        |               |               |  |  |        |        |
|  |                   |                 |                 |        |               |               |  |  |        |        |
|  | Spanje            | 31              |                 |        |               |               |  |  |        |        |
|  | Spanje            | 31              | 29 januari 2021 |        |               |               |  |  |        |        |
|  | Noorwegen         | 26              |                 |        |               |               |  |  |        |        |
|  | Noorwegen         | 26              | Spanje          | 33     |               |               |  |  |        |        |
|  | 27 januari 2021   |                 | Spanje          | 33     |               |               |  |  |        |        |
|  |                   | Denemarken      | 35              |        |               |               |  |  |        |        |
|  | Denemarken (n.s.) | Denemarken      | 35              | 35 (4) |               |               |  |  |        |        |
|  | Denemarken (n.s.) |                 | 31 januari 2021 | 35 (4) |               |               |  |  |        |        |
|  | Egypte            | 35 (3)          |                 |        |               |               |  |  |        |        |
|  | Egypte            | 35 (3)          | Denemarken      | 26     |               |               |  |  |        |        |
|  | 27 januari 2021   |                 | Denemarken      | 26     |               |               |  |  |        |        |
|  |                   | Zweden          | 24              |        |               |               |  |  |        |        |
|  | Frankrijk (n.v.)  | Zweden          | 24              | 35     |               |               |  |  |        |        |
|  | Frankrijk (n.v.)  | 29 januari 2021 |                 | 35     |               |               |  |  |        |        |
|  | Hongarije         | 32              |                 |        |               |               |  |  |        |        |
|  | Hongarije         | 32              | Frankrijk       | 26     |               |               |  |  |        |        |
|  | 27 januari 2021   |                 | Frankrijk       | 26     |               |               |  |  |        |        |
|  |                   | Zweden          | 32              |        | Troostfinale  | Troostfinale  |  |  |        |        |
|  | Zweden            | Zweden          | 32              | 35     | Troostfinale  | Troostfinale  |  |  |        |        |
|  | Zweden            |                 | 31 januari 2021 | 35     |               |               |  |  |        |        |
|  | Qatar             | 23              |                 |        |               |               |  |  |        |        |
|  | Qatar             | 23              | Spanje          | 35     |               |               |  |  |        |        |
|  |                   |                 |                 |        |               |               |  |  |        |        |
|  | Frankrijk         | 29              |                 |        |               |               |  |  |        |        |
|  | Frankrijk         | 29              |                 |        |               |               |  |  |        |        |

### Kwartfinales
| 27 januari 2021 18:30 | Denemarken                                       | 39–38 (na 7m) | Egypte  | Cairo Stadium Indoor Hallencomplex, Cairo Scheidsrechters: Gubica, Milošević (CRO) |
| 27 januari 2021 18:30 | M. Hansen 10                                     | (16–13)       | Omar 11 | Cairo Stadium Indoor Hallencomplex, Cairo Scheidsrechters: Gubica, Milošević (CRO) |
| 27 januari 2021 18:30 | 1× 3× 1×                                         | Verslag       | 5× 1×   | Cairo Stadium Indoor Hallencomplex, Cairo Scheidsrechters: Gubica, Milošević (CRO) |
| 27 januari 2021 18:30 | Regulier: 28–28 Verlenging(en): 6–6, 1–1 7m: 4–3 |               |         | Cairo Stadium Indoor Hallencomplex, Cairo Scheidsrechters: Gubica, Milošević (CRO) |

| 27 januari 2021 21:30 | Zweden            | 35–23   | Qatar     | Cairo Stadium Indoor Hallencomplex, Cairo Scheidsrechters: C. Bonaventura, J. Bonaventura (FRA) |
| 27 januari 2021 21:30 | Chrintz, Pellas 8 | (14–10) | Frankis 5 | Cairo Stadium Indoor Hallencomplex, Cairo Scheidsrechters: C. Bonaventura, J. Bonaventura (FRA) |
| 27 januari 2021 21:30 | 3×                | Verslag | 3×        | Cairo Stadium Indoor Hallencomplex, Cairo Scheidsrechters: C. Bonaventura, J. Bonaventura (FRA) |

| 27 januari 2021 21:30 | Spanje          | 31–26   | Noorwegen | New Capital Sporthal, Nieuwe hoofdstad van Egypte Scheidsrechters: Nachevski, Nikolov (MKD) |
| 27 januari 2021 21:30 | A. Dujshebaev 8 | (21–15) | Jøndal 6  | New Capital Sporthal, Nieuwe hoofdstad van Egypte Scheidsrechters: Nachevski, Nikolov (MKD) |
| 27 januari 2021 21:30 | 1× 3×           | Verslag | 1× 3×     | New Capital Sporthal, Nieuwe hoofdstad van Egypte Scheidsrechters: Nachevski, Nikolov (MKD) |

| 27 januari 2021 21:30 | Frankrijk                           | 35–32 (n.V.) | Hongarije | Dr. Hassan Moustafa Sporthal, Zes Oktober Scheidsrechters: García, Marín (ESP) |
| 27 januari 2021 21:30 | Guigou 6                            | (12–14)      | Bánhidi 6 | Dr. Hassan Moustafa Sporthal, Zes Oktober Scheidsrechters: García, Marín (ESP) |
| 27 januari 2021 21:30 | 2× 4×                               | Verslag      | 2× 3×     | Dr. Hassan Moustafa Sporthal, Zes Oktober Scheidsrechters: García, Marín (ESP) |
| 27 januari 2021 21:30 | Regulier: 30–30 Verlenging(en): 5–2 |              |           | Dr. Hassan Moustafa Sporthal, Zes Oktober Scheidsrechters: García, Marín (ESP) |

### Halve finales
| 29 januari 2021 18:30 | Frankrijk | 26–32   | Zweden   | Cairo Stadium Indoor Hallencomplex, Cairo Scheidsrechters: Schulze, Tönnies (GER) |
| 29 januari 2021 18:30 | Descat 5  | (13–16) | Wanne 11 | Cairo Stadium Indoor Hallencomplex, Cairo Scheidsrechters: Schulze, Tönnies (GER) |
| 29 januari 2021 18:30 | 4× 1×     | Verslag | 2× 4×    | Cairo Stadium Indoor Hallencomplex, Cairo Scheidsrechters: Schulze, Tönnies (GER) |

| 29 januari 2021 21:30 | Spanje          | 33–35   | Denemarken   | Cairo Stadium Indoor Hallencomplex, Cairo Scheidsrechters: Horáček, Novotný (CZE) |
| 29 januari 2021 21:30 | D. Dujshebaev 7 | (16–18) | M. Hansen 12 | Cairo Stadium Indoor Hallencomplex, Cairo Scheidsrechters: Horáček, Novotný (CZE) |
| 29 januari 2021 21:30 | 1× 3×           | Verslag | 2× 3× 1×     | Cairo Stadium Indoor Hallencomplex, Cairo Scheidsrechters: Horáček, Novotný (CZE) |

### Troostfinale
| 31 januari 2021 15:30 | Spanje          | 35–29   | Frankrijk | Cairo Stadium Indoor Hallencomplex, Cairo Scheidsrechters: Gubica, Milošević (CRO) |
| 31 januari 2021 15:30 | A. Dujshebaev 8 | (16–13) | Descat 7  | Cairo Stadium Indoor Hallencomplex, Cairo Scheidsrechters: Gubica, Milošević (CRO) |
| 31 januari 2021 15:30 | 1×              | Verslag | 2× 1×     | Cairo Stadium Indoor Hallencomplex, Cairo Scheidsrechters: Gubica, Milošević (CRO) |

### Finale
| 31 januari 2021 18:30 | Denemarken  | 26–24   | Zweden  | Cairo Stadium Indoor Hallencomplex, Cairo Scheidsrechters: Raluy, Sabroso (ESP) |
| 31 januari 2021 18:30 | M. Hansen 7 | (13–13) | Wanne 5 | Cairo Stadium Indoor Hallencomplex, Cairo Scheidsrechters: Raluy, Sabroso (ESP) |
| 31 januari 2021 18:30 | 4×          | Verslag | 2× 3×   | Cairo Stadium Indoor Hallencomplex, Cairo Scheidsrechters: Raluy, Sabroso (ESP) |

## Eindrangschikking en onderscheidingen

### Eindrangschikking
De eindrangschikkingen werd als volgt bepaald:
Plaats 1 tot en met 4 op basis van de play-offresultaten in de eindfase.
Plaats 5 tot en met 8 zijn de 4 verliezende ploegen in de kwartfinales van de eindfase. Onderling worden zij gerangschikt op basis van achtereenvolgens hun positie in de hoofdronde; punten in de hoofdronde; doelsaldo in de hoofdronde; doelpunten voor in de hoofdronde; punten in de groepsfase; doelsaldo in de groepsfase; doelpunten voor in de groepsfase; loting.
Plaats 9 tot en met 12, 13 tot en met 16, 17 tot en met 20, en 21 tot en met 24 zijn respectievelijk de vier ploegen die als derde, vierde, vijfde, en zesde (laatste) in de hoofdronde waren geëindigd. Onderling worden zij gerangschikt op basis van achtereenvolgens hun punten in de hoofdronde; doelsaldo in de hoofdronde; doelpunten voor in de hoofdronde; punten in de groepsfase; doelsaldo in de groepsfase; doelpunten voor in de groepsfase; loting.
Plaats 25 tot en met 32 op basis van de resultaten voor de Presidents Cup.
| Rang | Team                       |
| ---- | -------------------------- |
|      | Denemarken                 |
|      | Zweden                     |
|      | Spanje                     |
| 4    | Frankrijk                  |
| 5    | Hongarije                  |
| 6    | Noorwegen                  |
| 7    | Egypte                     |
| 8    | Qatar                      |
| 9    | Slovenië                   |
| 10   | Portugal                   |
| 11   | Argentinië                 |
| 12   | Duitsland                  |
| 13   | Polen                      |
| 14   | Russische Handbalfederatie |
| 15   | Kroatië                    |
| 16   | Zwitserland                |
| 17   | Wit-Rusland                |
| 18   | Brazilië                   |
| 19   | Japan                      |
| 20   | IJsland                    |
| 21   | Bahrein                    |
| 22   | Algerije                   |
| 23   | Noord-Macedonië            |
| 24   | Uruguay                    |
| 25   | Tunesië                    |
| 26   | Oostenrijk                 |
| 27   | Chili                      |
| 28   | Congo-Kinshasa             |
| 29   | Marokko                    |
| 30   | Angola                     |
| 31   | Zuid-Korea                 |
| 32   | Kaapverdië                 |

| Wereldkampioen mannen 2021 · Denemarken · 2e titel Selectie: Niklas Landin Jacobsen, Magnus Landin Jacobsen, Magnus Bramming, Emil Jakobsen, Emil Nielsen, Anders Zachariassen, Magnus Saugstrup, Lasse Svan Hansen, Kevin Møller, Henrik Møllgaard, Mads Mensah Larsen, Mikkel Hansen, Morten Olsen, Jóhan Hansen, Lasse Andersson, Nikolaj Øris Nielsen, Jacob Holm, Mathias Gidsel, Simon Hald, Nikolaj Læsø · Bondscoach: Nikolaj Jacobsen |

|  | Gekwalificeerd voor het wereldkampioenschap 2023. |

### Onderscheidingen

#### All-star Team
Het All-star Team werd op 31 januari 2021 bekendgemaakt.
| Positie       | Speler           |
| ------------- | ---------------- |
| Keeper        | Andreas Palicka  |
| Linkerhoek    | Hampus Wanne     |
| Linkeropbouw  | Mikkel Hansen    |
| Middenopbouw  | Jim Gottfridsson |
| Rechteropbouw | Mathias Gidsel   |
| Rechterhoek   | Ferran Solé      |
| Cirkelloper   | Ludovic Fabregas |

#### Overige onderscheidingen
| Onderscheiding           | Speler        |
| ------------------------ | ------------- |
| Meest waardevolle speler | Mikkel Hansen |

| Andreas Palicka Hampus Wanne Mikkel Hansen Jim Gottfridsson Mathias Gidsel Ferran Solé Ludovic Fabregas |
| All-star Team                                                                                           |

## Statistieken

### Topscorers
| Rank | Naam                  | Goals | Schoten | %  |
| ---- | --------------------- | ----- | ------- | -- |
| 1    | Frankis Marzo         | 58    | 96      | 60 |
| 2    | Sander Sagosen        | 54    | 83      | 65 |
| 3    | Hampus Wanne          | 53    | 71      | 75 |
| 4    | Erwin Feuchtmann      | 49    | 78      | 63 |
| 5    | Mikkel Hansen         | 48    | 69      | 70 |
| 6    | Andy Schmid           | 44    | 80      | 55 |
| 7    | Mohamed Darmoul       | 40    | 49      | 82 |
| 8    | Mathias Gidsel        | 39    | 49      | 80 |
| 8    | Kim Jin-young         | 39    | 72      | 54 |
| 8    | Rodrigo Salinas Muñoz | 39    | 59      | 66 |

### Topkeepers
| Rank | Naam                     | %  | Reddingen | Schoten |
| ---- | ------------------------ | -- | --------- | ------- |
| 1    | Humberto Gomes           | 43 | 33        | 76      |
| 2    | Johannes Bitter          | 36 | 33        | 92      |
| 2    | Urban Lesjak             | 36 | 27        | 76      |
| 2    | Leonel Maciel            | 36 | 57        | 159     |
| 2    | Gonzalo Pérez de Vargas  | 36 | 66        | 182     |
| 6    | Adam Morawski            | 35 | 56        | 158     |
| 6    | RHF Stanislav Tretynko   | 35 | 21        | 60      |
| 8    | Juan Bar                 | 34 | 18        | 53      |
| 8    | Rodrigo Corrales         | 34 | 54        | 160     |
| 8    | Klemen Ferlin            | 34 | 44        | 131     |
| 8    | Björgvin Páll Gústavsson | 34 | 36        | 107     |
| 8    | Kevin Møller             | 34 | 29        | 86      |
| 8    | Andreas Palicka          | 34 | 72        | 213     |
| 8    | Kristian Sæverås         | 34 | 37        | 108     |